# Gianfrancesco Gambara
Gianfrancesco Gambara (Bréscia, 16 de fevereiro de 1533 - Roma, 5 de maio de 1587), foi um cardeal do século XVII.

## Biografia
Nasceu em Bréscia em 16 de fevereiro de 1533. Filho de Brunoro II Gambara, conde de Pralboino, marechal de campo do exército do imperador Carlos V, e de Virgínia Pallavicini, viúva de Ranuccio Farnese. Seu primeiro nome também está listado como Giovanni Francesco; e seu sobrenome como Gambarra. Sobrinho do Cardeal Uberto Gambara (1539). Sua mãe casou-se com Giberto II Borromeo em terceiras núpcias e, assim, tornou-se meio-irmão do cardeal Carlo Borromeo (1560).
Iniciou seus estudos na Universidade de Pádua; continuou na Universidade de Bolonha; e mais tarde, na Universidade de Perugia, obteve o doutorado em utroque iure, tanto em direito canônico quanto em direito civil.
Em 1548, com a renúncia de seu tio cardeal, tornou-se reitor comendador da casa dos Umiliati de S. Maria, Brescia (mais tarde S. Maria delle Grazie). Mais tarde, sucedeu-lhe nas abadias de S. Lorenzo, Cremona; e S. Tommaso d'Acquanegra; e o reitor de Verolanuova. Deixou a casa paterna e seguiu o tio cardeal até a corte imperial do imperador Carlos V. Mais tarde, foi a Roma para a corte do papa Júlio III, que o nomeou camareiro particular. Clérigo da Câmara Apostólica no pontificado do Papa Pio IV; mais tarde, seu presidente.
Clérigo de Camerino.
Criado cardeal diácono no consistório de 26 de fevereiro de 1561; recebeu o chapéu vermelho e o título de Ss. Marcellino e Pietro, 10 de março de 1561. Participou do Concílio de Trento, 1562-1563. Em 1564, em nome do Papa Pio IV, assinou a bula que confirmou os atos do concílio. Legado em Camerino, 22 de agosto de 1565 até 20 de janeiro de 1566. Optou pelo título de S. Pudenziana, 17 de novembro de 1565. Participou do conclave de 1565-1566, que elegeu o Papa Pio V.
Eleito bispo de Viterbo, 7 de outubro de 1566. Consagrado, domingo, 13 de outubro de 1566, Capela Sistina, Vaticano, pelo Papa Pio V, assistido pelo Cardeal Giacomo Savelli e pelo Cardeal Niccolò Gaetano Sermoneta. Na mesma cerimônia também foram consagrados Innico d'Avalos d'Aragona, bispo de Mileto, e o cardeal Guglielmo Sirleto, bispo de San Marco. Delegado para a vigilância sanitária de Roma contra a ameaça de epidemia, 1566. Nomeado inquisidor geral, 4 de julho de 1567. Optou pelo título de S. Prisca, 3 de julho de 1570. Participou do conclave de 1572, que elegeu o Papa Gregório XIII. Optou pelo título de S. Anastácia, em 17 de outubro de 1572. Renunciou ao governo da diocese antes de 28 de março de 1576. Optou pelo título de S. Clemente, em 9 de julho de 1578. Optou pelo título de S. Maria in Trastevere , 17 de agosto de 1579. Optou pela ordem dos cardeais bispos e pela sé suburbana de Albano, 5 de dezembro de 1580. Optou pela sé suburbana de Palestrina, 4 de março de 1583. Participou do conclave de 1585, que elegeu o Papa Sisto V.
Morreu em Roma 5 de maio de 1587. Seu corpo foi levado para a igreja de S. Maria del Popolo, em Roma; e posteriormente sepultado, segundo seu testamento, na igreja de S. Maria Vergine della Quercia, Viterbo.